# 杰夫·邓纳姆
杰夫·邓纳姆（英語：Jeff Dunham，1962年4月18日—）是一位美国腹语表演者和獨角喜劇艺人。曾出现在许多电视节目中，包括《晚间秀》，《今夜秀》（The Tonight Show）和《加油！桑妮》。他在喜劇中心频道有四个节目: 分别是《Jeff Dunham: Arguing with Myself》，《Jeff Dunham: Spark of Insanity》，《Jeff Dunham's Very Special Christmas Special》和《Jeff Dunham: Controlled Chaos》。2009年邓纳姆也主演了《杰夫·邓纳姆秀》（The Jeff Dunham Show），节目在网络上播出。邓纳姆引导腹语术在美国主流文艺界复兴，为腹语表演开辟了一种新的模式。
邓纳姆秀被Slate.com称为“美国人最喜欢的喜剧演员”，他的表演在北美非常卖座，在欧洲的演出也十分成功。截至2009年11月，他的DVD已销售超过四百万张，额外的商品销售收入为七百万美元。2009年10月他在YouTube上的点击量超过3.5亿(邓纳姆与木偶“已死恐怖分子艾哈迈迪”的一段表演片段成为Youtube上九大观看率最高的视频片段之一)。《A Very Special Christmas Special》是喜剧中心历史上收视率最高的电视节目，其DVD在发行头两个星期销售量超过40万。他被《福布斯》评为从2008年6月到2009年6月收入最高的喜剧演员之一，收入约为3000万美元，仅次于Jerry Seinfeld和基斯·洛克，是美国收入第三高的喜剧演员。

## 主要扮演角色
- Walter
- Peanut
- José Jalapeño
- Bubba J
- Sweet Daddy Dee

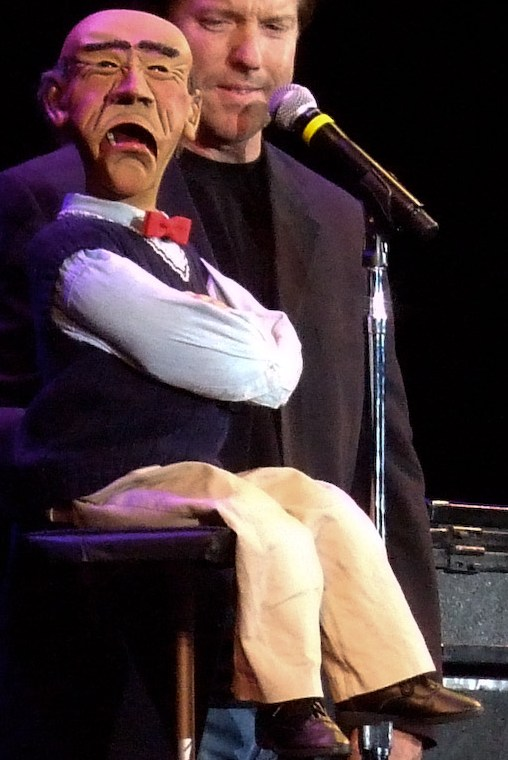
2007年邓纳姆与Walter在表演中

- Melvin the Superhero Guy
- Achmed the Dead Terrorist
- Diane
- Achmed Junior(Achmed的兒子)

## 个人生活
1994年5月，邓纳姆与第一任妻子Paige Brown结婚，并收养了她一岁半的女儿Bree。他们的女儿Ashlyn和Kenna分别出生于1995年和1997年。2008年11月，他提出离婚。2009年年中，邓纳姆开始与Audrey Murdick约会。2011年12月25日，他们订婚。